# In Gowan Ring
In Gowan Ring ist eine amerikanische Folk-Band, die Anfang der 1990er von Sänger und Multiinstrumentalist Bobin Eirth (kurz B’eirth) gegründet wurde. B’eirth verbrachte einen Großteil seiner Jugend in Salt Lake City, Utah, seine Vorfahren mütterlicherseits gehören zur Glaubensgemeinschaft der Mormonen. Als Kopf der Band inszeniert er sich gerne als moderne Form eines Troubadour, der ohne festen Wohnsitz musizierend von Ort zu Ort zieht. Heute ist die Band allerdings in Portland, Oregon, ansässig.

## Stil
Die Musik In Gowan Rings lässt sich zum einen durch einen fragilen, melancholischen Balladen-Stil charakterisieren, zum anderen durch eine Überblendung akustischer und elektronischer Klänge. B'eirth spielt neben der häufig verwendeten Akustikgitarre u. a. Zither, Harfe und Flöte. Verschiedene Gastmusiker (u. a. Annabel Lee und Michael Moynihan) unterstützen ihn gelegentlich an der Violine, sowie an diversen Perkussionsinstrumenten. Ergänzt wird die akustische Seite durch dezente Keyboard-Untermalung, auf dem Album The Glinting Spade aber auch durch ausladende Drone-Klänge. Die volkstümliche Seite der Band, die am stärksten auf dem Album Hazel Steps Through a Weathered Home zum Ausdruck kommt, ist eher an der englischen Folktradition orientiert, einzelne Kompositionen erinnern sogar leicht an mittelalterliche Musik. B’eirth, der die meisten Instrumente durch autodidaktisches Studium kennengelernt hat, baut auch eigens entworfene Klangerzeuger, so z. B. den häufig mit der Band assoziierten „Stringed Spade“, eine Gitarre mit zwei Hälsen.
Viele Texte der Band zeichnen sich durch eine hermetische Bildsprache und private Symbolik aus. Oft wird hier auf Bildbereiche der Tier- und Pflanzenwelt zurückgegriffen. B’eirth betreibt seit 2005 außerdem ein Soloprojekt namens Birch Book, welches eher in der amerikanischen Tradition steht und sich von In Gowan Ring zudem durch konventionellere Texte unterscheidet.

## Diskografie (Auswahl)
- 1994: Love Charms
- 1997: The Twin Trees
- 1999: The Glinting Spade
- 2000: Compendium 1994–2000
- 2002: Exists and Entrances - Volume One: Vernal Equinox 2002
- 2002: Exists and Entrances - Volume Two: Autumnal Equinox 2002
- 2002: Hazel Steps Through a Weathered Home
- 2003: Exists and Entrances - Volume Four: Autumnal Equinox 2003
- 2003: Exists and Entrances - Volume Three: Vernal Equinox 2003